# Letycja Buonaparte
Maria Letycja Buonaparte, wł. Maria Letizia Buonaparte, fr. Maria-Laetizia, z domu Ramolino (ur. 24 sierpnia 1750 w Ajaccio, zm. 2 lutego 1836 w Rzymie) – matka Józefa – krótkotrwałego króla Neapolu, późniejszego króla Hiszpanii, Napoleona I – Cesarza Francuzów, Ludwika – krótkotrwałego króla Holandii i Hieronima, króla Westfalii. Jako matka Napoleona I, nosiła w latach 1806–1815 tytuł Pani Matki Cesarza (fr. Madame Mère de l'Empereur, w skrócie Madame Mère). Przysługiwał jej również zwrot Jej Cesarskiej Wysokości (fr. Altesse Impériale). Była protoplastką wszystkich Bonapartych XIX i XX wieku.

## Rodzina Letycji
Rodzina Ramolino była osiadłym na Korsyce od 200 lat starym rodem szlacheckim wywodzącym się od lombardzkich hrabiów Collalto. Ojciec Letycji, Giovanni Girolamo († 1755) był przez pewien czas komendantem garnizonu w Ajaccio, potem generalnym inspektorem dróg i mostów na Korsyce. Po śmierci męża matka Letycji Angela Maria z domu Pietrosanta († 1790) wyszła za Szwajcara Franza Fescha i miała z nim syna, późniejszego kardynała Józefa Fescha, który przez całe życie pomagał dzieciom przyrodniej siostry. Angela Maria Pietrosanta wywodziła się ze słynącego z okrucieństwa górskiego rodu - we wczesnej młodości Letycja nosiła sztylet za pasem.

## Małżeństwo z Buonapartem
Carlo Maria Buonaparte poznał Letycję w roku 1764 i poślubił 1 czerwca tego samego roku. Niedługo potem na Korsyce wybuchło powstanie niepodległościowe w proteście przed przekazaniem wyspy Francji przez zadłużoną Republikę Genui.
Carlo i Maria Letycja mieli trzynaścioro dzieci (pięcioro zmarło we wczesnym dzieciństwie):

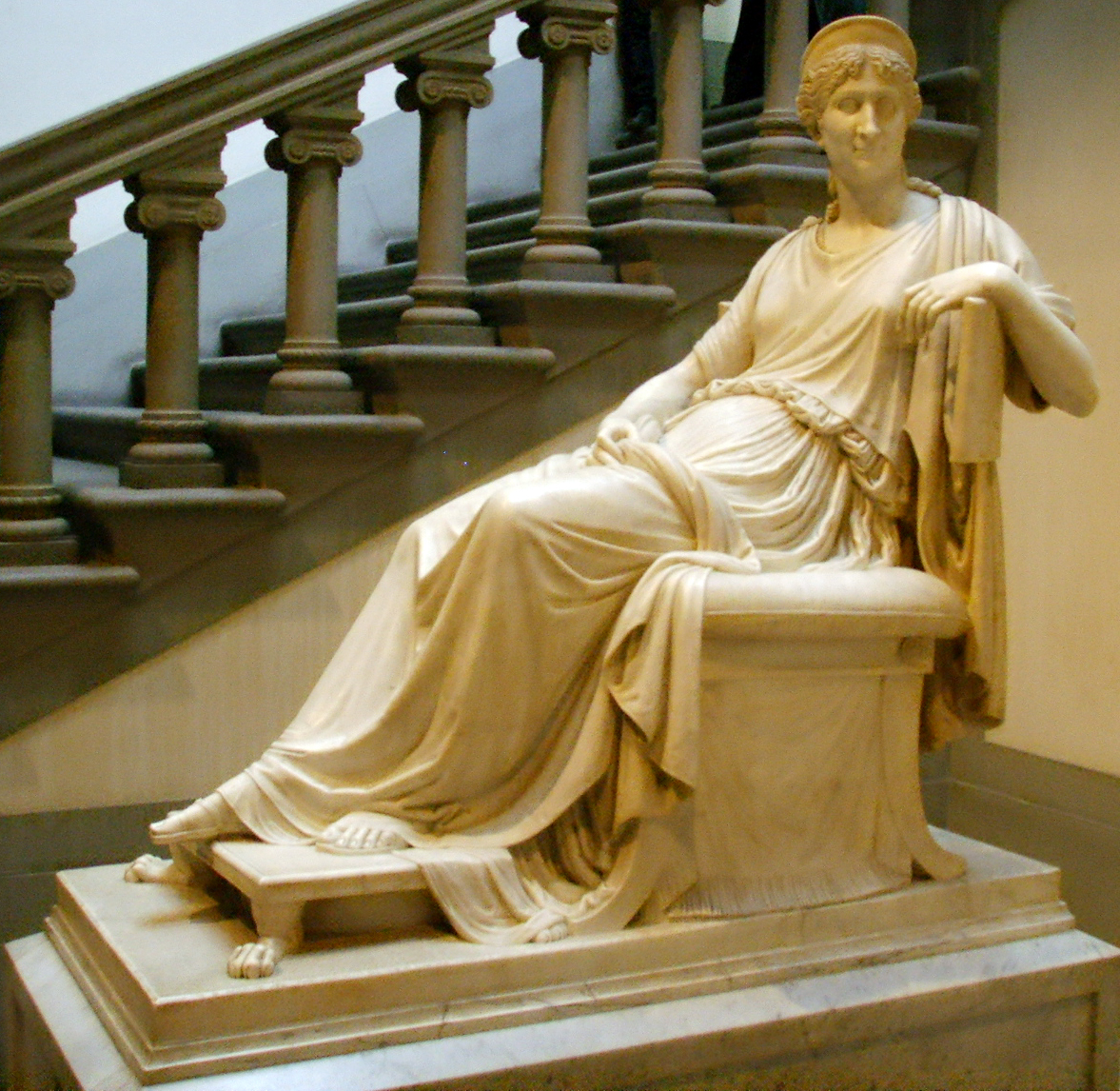
Posąg Letycji Buonaparte

- Napoleone Buonaparte (1764/1765 – 17 sierpnia 1765),
- Maria Anna Buonaparte (3 stycznia 1767 – 1 stycznia 1768),
- Józef Bonaparte (7 stycznia 1768 – 28 lipca 1844), król Neapolu, później król Hiszpanii,
- Napoleon Bonaparte (15 sierpnia 1769 – 5 maja 1821), cesarz Francuzów, nosił to samo imię co jego starszy brat, zmarły we wczesnym dzieciństwie,
- Maria Anna Buonaparte (1770), nosiła to samo imię co jej starsza siostra, zmarła we wczesnym dzieciństwie,
- Maria Anna Buonaparte (14 lipca 1770 – 23 listopada 1771), nosiła to samo imię co jej starsza siostra, zmarła rok wcześniej,
- Lucjan Bonaparte (21 maja 1775 – 29 czerwca 1840), książę Canino,
- Eliza Bonaparte (13 stycznia 1777 – 7 sierpnia 1820), wielka księżna Toskanii,
- Ludwik Bonaparte (2 września 1779 – 25 lipca 1844), król Holandii,
- Paulina Bonaparte – Borghese (20 października 1780 – 9 czerwca 1825), księżna Guastalla, później księżna Borghese,
- Karolina Bonaparte (24 marca 1782 – 18 maja 1839), wielka księżna Bergu i Kleve. Żona Joachima Murata, późniejsza królowa Neapolu,
- Hieronim Bonaparte (15 listopada 1784 – 24 czerwca 1860), król wasalnego wobec Francji Królestwa Westfalii.

## Życie wdowy
Kariera syna Napoleona wyzwoliła ją z nędzy. Przeniosła się do Paryża, gdzie poznała Józefinę de Beauharnais.

## Jej Cesarska Wysokość Pani Matka

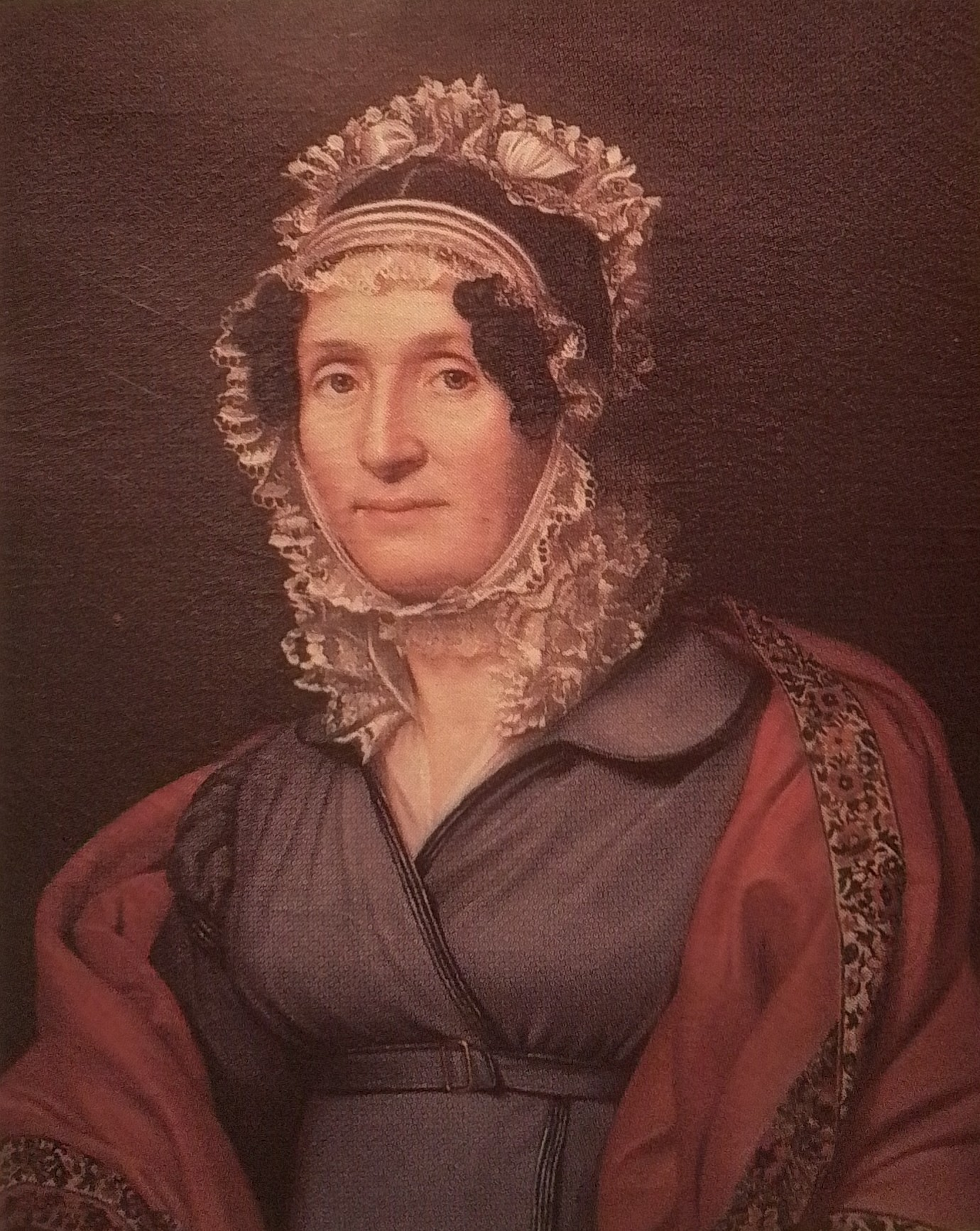
Letycja Bonaparte, 1811

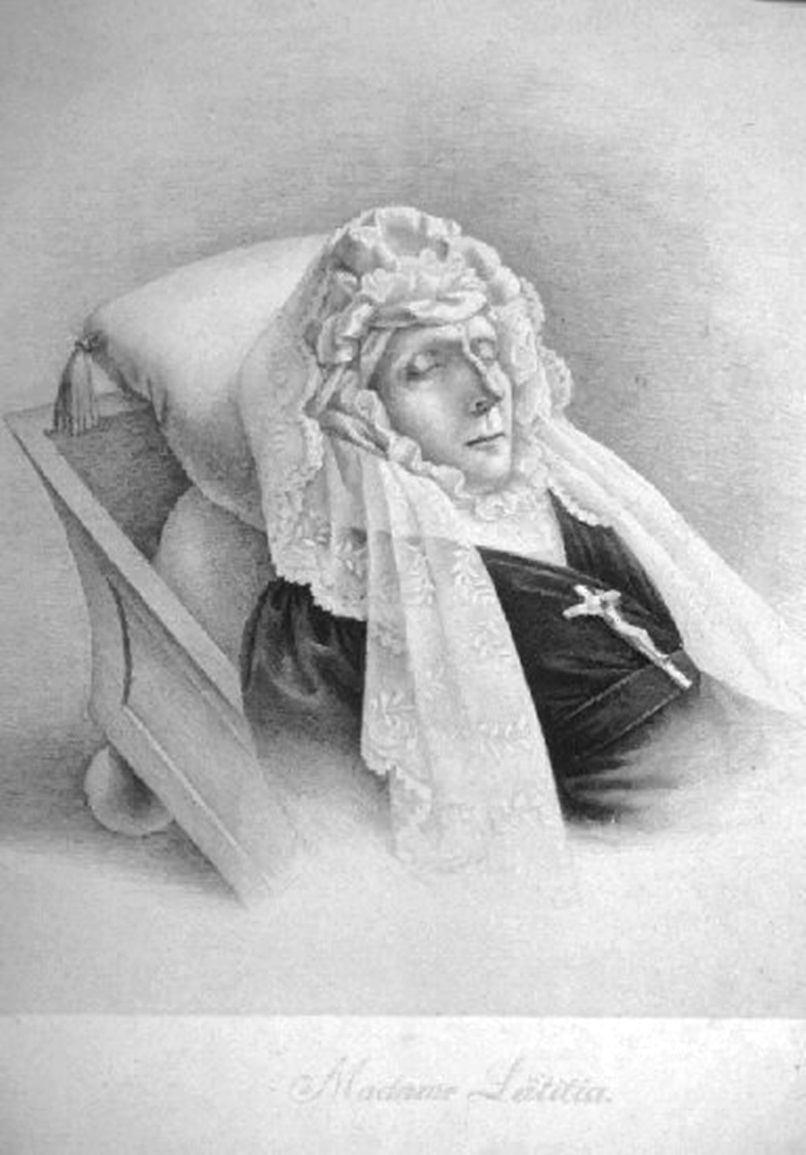
Letycja Bonaparte na łożu śmierci

Dekret Napoleona z 23 marca 1805 zapewnił matce tytuł "Jej Cesarskiej Wysokości Pani Matki", pałac w Paryżu i zamek pod miastem oraz roczną dotację. W roku 1807 Pani Matka przejęła protektorat nad szpitalami i organizacjami filantropijnymi Cesarstwa.
Po pierwszej abdykacji Napoleona Letycja przeniosła się do Rzymu. Stamtąd udała się na Elbę, by odwiedzić syna, i pozostała przy nim do chwili ekspedycji do Francji. W czasie tzw. Stu Dni Napoleona była u jego boku w Paryżu. Po Waterloo wróciła do Rzymu, gdzie spędziła resztę życia w istniejącym do dziś pałacu przy ulicy Corso.

## Ostatnie lata
Zmarła na zapalenie płuc w lutym 1836 roku.
Pochowana została w Corveto koło Civitavecchia. W roku 1851 wnuk Ludwik Napoleon przeniósł jej szczątki do Ajaccio, a w r. 1860 Letycja spoczęła we wzniesionej przez wnuka Kaplicy Cesarskiej przy katedrze w tym mieście. Swoje serce Letycja kazała pochować na Korsyce.

## Rzeźba A. Canovy
W 1804 Letycja Bonaparte zamówiła u rzeźbiarza Antoniego Canovy swój portret. Włoski artysta przyjął zlecenie i wykonał naturalnej wielkości marmurowy posąg przedstawiający siedzącą postać kobiecą Madame Mère. Dzieło Canovy wzorowane było bezpośrednio na rzymskiej rzeźbie kobiety (obecnie w zbiorach M. Kapitolińskich w Rzymie) identyfikowanej wówczas jako Agrypina (matka cesarza Kaliguli), lub Agrypina młodsza (Matka cesarza Nerona). Zestawienie to wywołało kontrowersje ze względu na czarną legendę, jaką owiani byli w XVIII i XIX-wiecznej tradycji historycznej Kaligula i Neron. Artystyczny zabieg Canovy interpretowany może być jako niepochlebny komentarz wymierzony w syna Letycji - także cesarza. 
Rzeźba Madame Mère obecnie znajduje się w pałacu w Chatsworth, w Anglii. 
Bibliografia
- Biographie Générale, 1 – 48, Paris 1866.
- Mary Beard (przekł. Norbert Radomski), Dwunastu cesarzy. r. I, wyd. REBIS. Poznań, 2022